# Luca Pisaroni
Luca Pisaroni (Ciudad Bolívar, 1975) è un basso-baritono italiano, noto per i suoi ruoli nelle opere di Mozart, ma che ha costantemente ampliato il suo repertorio nell'opera barocca e nel repertorio rossiniano.

## Biografia
Sebbene sia nato a Ciudad Bolívar, in Venezuela, la sua famiglia si trasferì a Busseto - la patria di Giuseppe Verdi - quando egli aveva solo 4 anni. Lì, suo padre possedeva un'officina di riparazioni auto e sua madre era un'insegnante. Fu in quella città che notò: "sentii lo spirito di Verdi dappertutto!" e ebbe inizio il suo amore per l'opera. 
Egli afferma che "da bambino andavo all'opera con mio nonno, e quando avevo 11 anni, sapevo già che volevo diventare un cantante d'opera". Pur non frequentando regolarmente l'accademia musicale gestita dal famoso tenore Carlo Bergonzi - ascoltò le sue lezioni di perfezionamento dopo la scuola - e fu influenzato dal tenore: 
(Luca Pisaroni)
Ha iniziato la sua formazione musicale presso il Conservatorio Giuseppe Verdi di Milano, dove però non si sentiva a suo agio, e così continuò gli studi per un anno a Buenos Aires con Renato Sassola e Rozita Zozulya, e poi a New York. 
Dopo la sua formazione musicale a Milano, Buenos Aires e New York, debuttò nel ruolo del protagonista ne Le Nozze di Figaro di Mozart a Klagenfurt am Wörthersee, nel 2001. Nello stesso anno gli fu conferita la medaglia Eberhard-Wächter come miglior "Esordiente della stagione" all'Opera di Stato di Vienna. Pisaroni cantò il ruolo di Masetto, al Festival di Salisburgo del 2002, nel Don Giovanni di Mozart. Queste prime apparizioni gli valsero scritture in tutto il mondo per l'interpretazione delle principali opere mozartiane. 
Da allora ha cantato nei maggiori teatri e festival operistici in Europa e in America. Nel 2002 ha debuttato al Whitsun Baroque Festival con la Messa di Nelson di Haydn e al Salzburg Summer Festival, nel ruolo di Masetto in Don Giovanni, dove si è poi esibito ogni estate da allora. 
Oltre ai ruoli di cui sopra, Pisaroni ha anche un vasto numero di altri personaggi al suo attivo. Questi comprendono ruoli di Mozart come Publio (La Clemenza di Tito) cantato al Festival di Salisburgo, al Festival di Aix-en-Provence e alla Metropolitan Opera. Ha poi cantato il ruolo di Leporello in Don Giovanni  al Teatro Real di Madrid e all'Opéra Bastille, e quindi nuovamente Figaro all'Opera di Santa Fe e al Met. Al Théâtre des Champs-Elysées si è esibito nel ruolo di Papageno in Die Zauberflöte. Ha cantato anche il ruolo di Guglielmo (Così fan tutte) all'Opera olandese, al Glyndebourne Festival Opera e alla Salzburg Mozart Week. 
Successivamente è stato Alidoro ne La Cenerentola a Santiago del Cile, e, nel 2012, ha interpretato il ruolo del protagonista in Maometto II alla Santa Fe Opera, presentando la prima mondiale della nuova edizione critica, preparata da Philip Gossett, dall'edizione del 1820. 
I suoi ruoli in Puccini comprendono Colline ne La bohème. 
Le sue interpretazioni dei ruoli di Handel come Tiridate in Radamisto alla Houston Opera, di Achilla in Giulio Cesare al l'Opera Colorado e quello di Melisso in Alcina, sono state pregevoli, ma per quanto riguarda il suo proposito di voler cantare un numero più elevato di opera barocca e, in particolare, in risposta ad una domanda sul fatto che avrebbe potuto cantare qualche opera di Cavalli o di Vivaldi in più, ha dichiarato: 
(Luca Pisaroni)
In una prospettiva diversa, ha cantato Caliban nel pasticcio barocco L'isola incantata al Met nel 2011 e vi è tornato ad aprile/maggio 2014 per esibirsi ne La Cenerentola . È tornato al Met nel 2015 nel ruolo di Leporello nella produzione locale di Don Giovanni. 
In spettacoli concertistici, Pisaroni ha cantato Zebul nella Jephtha di Händel con la Filarmonica di Berlino, diretta da Nikolaus Harnoncourt, ma anche il Requiem in do minore di Michael Haydn con Ivor Bolton e la messa in re minore di Mozart  con Marc Minkowski, entrambi al Festival di Salisburgo. 
Inoltre ha anche interpretato l' Iphigénie en Tauride di Niccolò Piccinni con l'Orchestre national de France, la Messa dell'incoronazione di Mozart al Théâtre des Champs-Elysées, e Orlando Furioso di Vivaldi a Tolosa e Bruxelles, gli ultimi due ruoli con Jean-Christophe Spinosi. 
Ha un vivo interesse per i lieder e ha legato la sua vita a Vienna con il suo amore per Franz Schubert. Tra gli altri compositori rappresentati nei suoi recital ci sono Ludwig van Beethoven, Reichardt, Johannes Brahms e Franz Liszt.
In occasione della sua apparizione, nel 2002, a Salisburgo incontrò sia il baritono americano Thomas Hampson (che stava cantando il Don Giovanni) che sua figlia Cate. Successivamente Cate e Pisaroni si sono sposati e ora risiedono a Vienna. Dopo essersi separati nel 2022, hanno divorziato nel dicembre 2023. 

## Repertorio
| Ruolo                                | Titolo                                       | Autore          |
| ------------------------------------ | -------------------------------------------- | --------------- |
| Don Fernando Don Pizarro             | Fidelio                                      | Beethoven       |
| Conte Rodolfo                        | La sonnambula                                | Bellini         |
| Sir Giorgio                          | I puritani                                   | Bellini         |
| Méphistophélès                       | La damnation de Faust                        | Berlioz         |
| Escamillo                            | Carmen                                       | Bizet           |
| Ercole                               | L'Ercole amante                              | Cavalli         |
| Creon                                | Medée                                        | Cherubini       |
| Goulad                               | Pelléas et Mélisande                         | Debussy         |
| Enrico VIII                          | Anna Bolena                                  | Donizetti       |
| Il dottore Dulcamara                 | L'elisir d'amore                             | Donizetti       |
| Don Alfonso d'Este                   | Lucrezia Borgia                              | Donizetti       |
| Don Pasquale                         | Don Pasquale                                 | Donizetti       |
| Méphistophélès                       | Faust                                        | Gounod          |
| Claudio                              | Agrippina                                    | Händel          |
| Argante                              | Rinaldo                                      | Händel          |
| Tiridate                             | Radamisto                                    | Händel          |
| Achilla                              | Giulio Cesare in Egitto                      | Händel          |
| Il Re di Scozia                      | Ariodante                                    | Händel          |
| Melisso                              | Alcina                                       | Händel          |
| Buonafede                            | Il mondo della luna                          | Haydn           |
| Enrico                               | L'isola disabitata                           | Haydn           |
| Rodomonte                            | Orlando Paladino                             | Haydn           |
| Idreno                               | Armida                                       | Haydn           |
| Creonte                              | L'anima del filosofo ossia Orfeo ed Euridice | Haydn           |
| Dorval                               | Il burbero di buon cuore                     | Martín y Soler  |
| Le Philosophe                        | Chérubin                                     | Massenet        |
| Archibaldo                           | L'amore dei tre re                           | Montemezzi      |
| Cassandro                            | La finta semplice                            | Mozart          |
| Nardo                                | La finta giardiniera                         | Mozart          |
| Conte d'Almaviva Figaro              | Le nozze di Figaro                           | Mozart          |
| Leporello Masetto                    | Don Giovanni                                 | Mozart          |
| Guglielmo                            | Così fan tutte                               | Mozart          |
| Papageno                             | Die Zauberflöte                              | Mozart          |
| Publio                               | La clemenza di Tito                          | Mozart          |
| Coppelius Dapertutto Lindorf Miracle | Les contes d'Hoffmann                        | Offenbach       |
| Lorenzo da Ponte                     | The Phoenix                                  | O'Regan         |
| Oreste                               | Iphigénie en Tauride                         | Piccinni        |
| Colline                              | La bohème                                    | Puccini         |
| Æneas                                | Dido and Æneas                               | Purcell         |
| Mustafà                              | L'italiana in Algeri                         | Rossini         |
| Selim, il Turco                      | Il turco in Italia                           | Rossini         |
| Don Basilio                          | Il barbiere di Siviglia                      | Rossini         |
| Alidoro                              | La Cenerentola                               | Rossini         |
| Maometto secondo                     | Maometto secondo                             | Rossini         |
| Mahomet II                           | Le siège de Corinthe                         | Rossini         |
| Moïse                                | Moïse et Pharaon                             | Rossini         |
| Nick Shadow                          | The Rake's Progress                          | Igor Stravinsky |
| Paolo Albiani                        | Simon Boccanegra                             | Verdi           |
| Astolfo                              | Orlando furioso                              | Vivaldi         |

## Discografia
- Cavalli – Ercole Amante – Bolton, Netherlands Opera, Amsterdam (DVD)
- Haydn – Requiem – Bolton
- Handel – La Resurrezione – Haim
- Handel – Rinaldo (DVD)
- Martin y Soler – Il burbero di buon cuore – Rousset (DVD)
- Mozart – Così fan tutte – Fischer – Glyndebourne (DVD)
- Mozart – Così Fan Tutte –  Metzmacher, Netherlands Opera (DVD)
- Mozart – Don Giovanni – Harding – Salzburg (DVD) (Masetto)
- Mozart – Don Giovanni – Jurowski  – Glyndebourne (DVD) (Leporello)
- Mozart – Le nozze di Fígaro – Jacobs – París (DVD)
- Mozart – Le nozze di Fígaro – Metzmacher – Amsterdam (DVD)
- Mozart – La clemenza di Tito – Harnoncourt – Salzburg (DVD)
- Mozart – Mass in c minor – Langrée
- Rossini – La cenerentola – Zedda